# José María Monzó García
José María Monzó García, (Requena, 1941), és un assagista i crític cinematogràfic valencià.

## Biografia
Llicenciat en Teologia, va entrar en el Seminari Metropolità de València als 12 anys i allí va començar a conéixer la importància del cinema amb el neorealisme. En el 1957 o 1958 es va fer càrrec del cineclub del Seminari amb l'ajuda de José María López Piñero, realitzant la programació cinematogràfica de tot el Seminari. En acabar la carrera, va treballar com a professor de Mitjans de comunicació Social en el mateix centre i va conèixer al director cinematogràfic Basilio Martín Patino presentant a València la seua pel·lícula Nueve cartas a Berta, en la seua presència. Va exercir de sacerdot uns anys en Bunyol. Després es va secularitzar, es va casar i va tindre tres fills. Durant 25 anys va treballar en una multinacional.
La seua gran labor exercida entorn del cinema, inclou l'ensenyament, la crítica cinematogràfica i va ser fundador a la Comunitat Valenciana de diversos cineclubs. Va ser crític de referència en la Hoja del Lunes de València així com d'altres publicacions, principalment en el període entre 1989 i 1990. Va ser membre fundador de la Col·lecció Guias para ver y analizar (el cinema), Editorial Nau Llibres amb 75 títols publicats i va formar part del seu Consell assessor. També va participar durant tres anys en la revista de teologia Iglesia Viva exercint la crítica cinematogràfica.

## Obres
Entre les seues publicacions destaquen Con la muerte en los talones, d'Alfred Hitchcock, i Ordet, de Carl Theodor Dreyer publicats per a la sèrie Guias para ver y analizar (el cinema). També destaquen els seus articles sobre Francisco juglar de Dios, de Roberto Rossellini, El Reverend, de Paul Schrader, i la seua última publicació, El Evangelio según san Mateo de Pier Paolo Pasolini, a més de ressenyes sobre cinema i televisió en la premsa valenciana durant els anys 1998-1990. És autor del capítol Entre la vida y las máscaras: una ficción llamada cinematografia. “Persona” (1965) del llibre Máscaras de la carne: aproximaciones al cine de Ingmar Bergman (1908-2018) de Juan Miguel Company.

## Homenatge
Al juny de 2020 va ser homenatjat pels seus paisans en la setena edició del festival de curtmetratges Requena y… Acción! per una carrera dedicada a l'estudi i difusió del cinema a través de l'ensenyament i l'escriptura. José María també va col·laborar en diverses activitats organitzades pel festival.